# 三門路駅
座標: 北緯31度18分55秒 東経121度30分12秒 / 北緯31.31528度 東経121.50333度
三門路駅（さんもんろえき）は中華人民共和国上海市楊浦区に位置する上海地下鉄10号線の駅である。

## 歴史
- 2010年4月10日 - 開業。

## 隣の駅
上海軌道交通
■10号線
殷高東路駅 - 三門路駅 - 江湾体育場駅